# Ligne 3 du métro de Hangzhou
La ligne 3 du métro de Hangzhou, en chinois : 杭州地铁3号线, est une ligne de métro qui permet de joindre le quartier résidentiel de Dingqiao dans le district de Jianggan à la Rue Wenyi ouest dans le Yuhang ainsi que Xiaoheshan dans le district de Xihu.
La ligne (phase 1) est composée de 35 stations et fait 52,7 km de longueur. Un autre prolongement qui se compose de 4 stations avec une longueur de 4,95 km, débute Rue Wenyi ouest et se termine à Wushanqiancun, desservant au passage la gare de Hangzhou-Ouest (en construction). 
Les deux sections, d'une longueur totale de 57,65 km, sera ouverte avant les 19e jeux asiatiques. Une partie de la ligne, de Xingqiao à Rue Chaowang, fait 21 km et a commencé son service le 21 février 2022. La deuxième section, de Rue Chaowang à Rue Wenyi ouest avec une branche à Shima, a ouvert le 10 juin 2022. 

## Caractéristiques

### Liste des stations
Ci dessous la liste des stations de la ligne 3, y compris la branche.
Une partie de la ligne est encore en construction, dont les stations sont indiquées en grisé.
| Route | Route | Nom de la station | Nom de la station             | Nom de la station         | Correspondances | Distance km | Distance km | Quartier   | Date d'ouverture  |
| Route | Route | Chinois           | Français                      | Anglais                   | Correspondances | Distance km | Distance km | Quartier   | Date d'ouverture  |
| ----- | ----- | ----------------- | ----------------------------- | ------------------------- | --------------- | ----------- | ----------- | ---------- | ----------------- |
|       |       |                   |                               |                           |                 |             |             |            |                   |
| ｜    | ●     | 石马              | Shima                         | Shima                     |                 |             | 10.71       | Xihu       | 10 juin 2022      |
| ｜    | ●     | 小和山            | Xiaoheshan                    | Xiaoheshan                |                 | 1.25        | 11.96       | Xihu       | 10 juin 2022      |
| ｜    | ●     | 屏峰              | Pingfeng                      | Pingfeng                  |                 | 2.00        | 13.96       | Xihu       | 10 juin 2022      |
| ｜    | ●     | 留下              | Liuxia                        | Liuxia                    |                 | 2.75        | 16.71       | Xihu       | 10 juin 2022      |
|       |       |                   |                               |                           |                 |             |             |            |                   |
| ●     | ｜    | 吴山前村          | Wushanqiancun                 | Wushanqiancun             |                 | 0.00        | 0.00        | Yuhang     | 22 septembre 2022 |
| ｜    | ｜    | 汤家村            | Tangjiacun                    | Tangjiacun                |                 |             |             | Yuhang     | Non ouvert        |
| ●     | ｜    | 火车西站          | Gare de l'Ouest               | West Railway Station      | 19              |             |             | Yuhang     | 22 septembre 2022 |
| ●     | ｜    | 龙舟北路          | Rue Longzhou Nord             | North Longzhou Road       |                 |             |             | Yuhang     | 22 septembre 2022 |
| ●     | ｜    | 文一西路          | Chemin Wenyi ouest            | West Wenyi Road           |                 |             | 7.20        | Yuhang     | 10 juin 2022      |
| ●     | ｜    | 绿汀路            | Chemin Lyuting                | Lüting Road               | 5 16            | 2.24        | 9.44        | Yuhang     | 10 juin 2022      |
| ｜    | ｜    | 创明路            | Rue Chuangming                | Chuangming Road           |                 | 1.27        | 10.71       | Yuhang     | Non ouvert        |
| ●     | ｜    | 全丰              | Quanfeng                      | Quanfeng                  |                 | 2.04        | 12.75       | Yuhang     | 10 juin 2022      |
| ●     | ｜    | 高教路            | Chemin Gaojiao                | Gaojiao Road              |                 | 1.41        | 14.16       | Yuhang     | 10 juin 2022      |
| ●     | ｜    | 联胜路            | Rue Liansheng                 | Liansheng Road            |                 | 1.50        | 15.66       | Yuhang     | 10 juin 2022      |
| ●     | ｜    | 洪园              | Hongyuan                      | Hongyuan                  |                 | 1.62        | 17.28       | Yuhang     | 10 juin 2022      |
| ●     | ●     | 西溪湿地南        | Parc humide de Xixi sud       | South Xixi Wetland        |                 | 1.23        | 18.51       | Xihu       | 10 juin 2022      |
| ●     | ●     | 花坞              | Huawu                         | Huawu                     |                 | 1.66        | 20.17       | Xihu       | 10 juin 2022      |
| ●     | ●     | 东岳              | Dongyue                       | Dongyue                   |                 | 1.68        | 21.85       | Xihu       | 10 juin 2022      |
| ●     | ●     | 古墩路            | Chemin Gudun                  | Gudun Road                |                 | 0.83        | 22.68       | Xihu       | 10 juin 2022      |
| ●     | ●     | 古荡新村          | Gudang Xincun                 | Gudang Xincun             |                 | 1.20        | 23.88       | Xihu       | 10 juin 2022      |
| ●     | ●     | 古荡              | Gudang                        | Gudang                    |                 | 0.94        | 24.82       | Xihu       | 10 juin 2022      |
| ●     | ●     | 黄龙体育中心      | Centre sportif de Huanglong   | Huanglong Sports Center   | 10              | 0.93        | 25.75       | Xihu       | 10 juin 2022      |
| ●     | ●     | 黄龙洞            | Grotte de Huanglong           | Huanglong Cave            |                 | 1.23        | 26.98       | Xihu       | 10 juin 2022      |
| ●     | ●     | 武林门            | Wulinmen                      | Wulinmen                  | 2               | 1.42        | 28.40       | Xihu       | 20 juillet 2022   |
| ●     | ●     | 武林广场          | Square Wulin                  | Wulin Square              | 1               | 1.14        | 29.54       | Gongshu    | 10 juin 2022      |
| ●     | ●     | 西湖文化广场      | Place culturelle du lac ouest | West Lake Cultural Square | 1 19            | 0.84        | 30.38       | Gongshu    | 10 juin 2022      |
| ●     | ●     | 潮王路            | Rue Chaowang                  | Chaowang Road             |                 | 1.26        | 31.64       | Gongshu    | 21 février 2022   |
| ●     | ●     | 香积寺            | Temple de Xiangji             | Xiangji Temple            |                 | 1.61        | 33.25       | Gongshu    | 21 février 2022   |
| ●     | ●     | 大关              | Daguan                        | Daguan                    |                 | 1.04        | 34.29       | Gongshu    | 21 février 2022   |
| ●     | ●     | 善贤              | Shanxian                      | Shanxian                  | 5               | 1.50        | 35.79       | Gongshu    | 21 février 2022   |
| ●     | ●     | 新天地街          | Rue Xintiandi                 | Xintiandi Street          | 4               | 2.02        | 37.81       | Gongshu    | 21 février 2022   |
| ●     | ●     | 汽轮广场          | Square de Qilun               | Qilun Square              |                 | 2.04        | 39.85       | Gongshu    | 21 février 2022   |
| ●     | ●     | 华丰路            | Chemin Huafeng                | Huafeng Road              |                 | 1.70        | 41.55       | Gongshu    | 21 février 2022   |
| ●     | ●     | 同协路            | Chemin Tongxie                | Tongxie Road              |                 | 1.22        | 42.77       | Shangcheng | 21 février 2022   |
| ●     | ●     | 桃花湖公园        | Parc de Taohuahu              | Taohuahu Park             |                 | 1.37        | 44.14       | Shangcheng | 21 février 2022   |
| ●     | ●     | 丁桥              | Dingqiao                      | Dingqiao                  |                 | 1.28        | 45.42       | Shangcheng | 21 février 2022   |
| ●     | ●     | 华鹤街            | Rue Huahe                     | Huahe Street              |                 | 2.11        | 47.53       | Shangcheng | 21 février 2022   |
| ●     | ●     | 黄鹤山            | Huangheshan                   | Huangheshan               |                 | 1.32        | 48.85       | Linping    | 21 février 2022   |
| ●     | ●     | 星桥              | Xingqiao                      | Xingqiao                  |                 | 1.84        | 50.69       | Linping    | 21 février 2022   |
|       |       |                   |                               |                           |                 |             |             |            |                   |

*：La section entre Zone humide de Xixi sud et Shima est une partie de la ligne 14 (en planification)